# 阿爾法小組 (白俄羅斯)
阿爾法小組（俄语：Группа «Альфа»），是白俄羅斯共和國國家安全委員會所屬的一支特種部隊，前身為蘇聯時期的同名部隊。

## 歷史

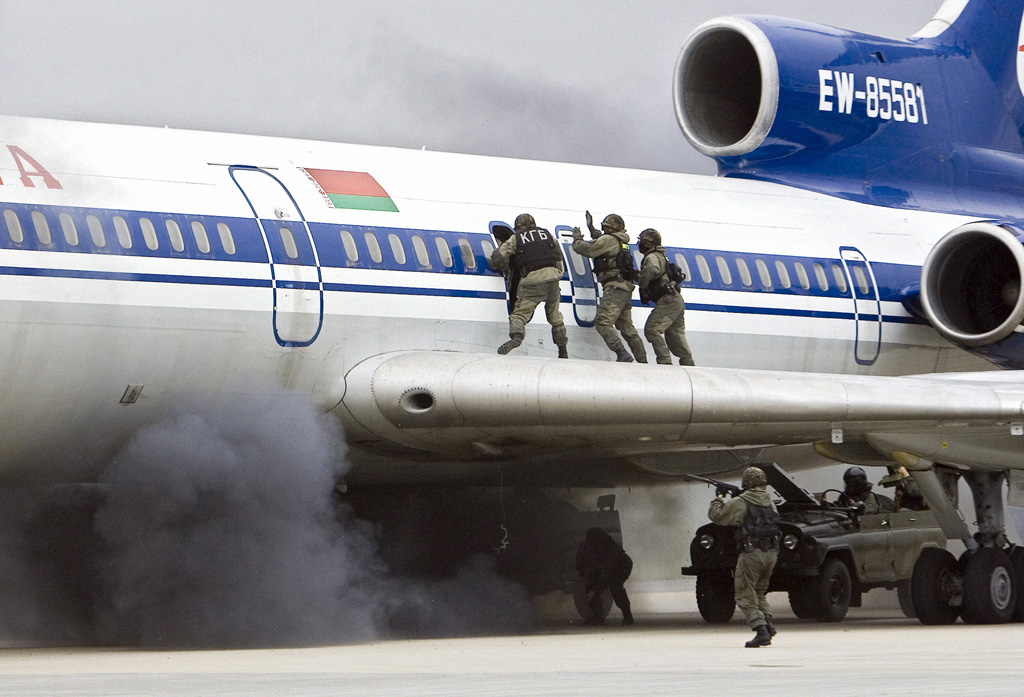
於2008年進行反脅機演習的阿爾法小組幹員

阿爾法小組最初是在蘇聯克格勃主席尤里·安德羅波夫提議下於1974年7月28日成立，1972年慕尼黑奧運會發生慕尼黑慘案，導致11名以色列運動員死亡，尤里·安德羅波夫擔心1980年的莫斯科奧運會受到恐怖份子的襲擊，故從克格勃中抽調約30位的年輕成員組成阿爾法小組，該部隊曾在1979年阿富汗戰爭期間擔任重要角色，當中以333風暴行動最廣為人知。
後來，蘇聯當局在國內各大城市設立了阿爾法小組的長駐部隊，而當中駐守在白俄羅斯的分隊於1990年3月3日建立。當時，克格勃第7部門收到上頭的命令，要求在明斯克成立由45名成員組成的阿爾法部隊第11小組。該特種作戰單位主要針對在白俄羅斯蘇維埃社會主義共和國和波羅的海地區的恐襲威脅及極端行動和嚴重犯罪行為作出應對。
於1992年，該單位被併入白俄羅斯共和國國家安全委員會（仍然被稱為“克格勃”），並被官方命名為“白俄羅斯共和國國家安全委員會A組”（“阿爾法”）（俄语：Группа «А» («Альфа») КГБ Республики Беларусь）。在這時期，阿爾法小組積極的打擊組織犯罪、極端暴力行為和阻止對珍貴物品的非法出口。
阿爾法小組的隊員們都擁有多方面的特別技能和知識，他們有著優秀的射擊能力，並能夠承受長時間的身體和心理壓力，有效地執行各種任務。其隊員的平均年齡為30—35歲，成立初年時主要招募有作戰經驗的老兵、前空降兵和專業運動員。現在的入隊先決條件為具備更高的學歷和必須曾在軍隊中服役。
在最近幾年內，阿爾法小組的狙擊手參與了無數次國內外的比賽項目，並多次赢得獎項。
當中有傳聞指白俄羅斯的阿爾法小組曾參與車臣戰爭以獲取戰鬥經驗，但其部隊的領導層予以否認。
2010年，當時的阿爾法小組指揮官，奧列格·切爾尼雪夫上校被指控為克格勃從事侵犯人權的行為而受到歐盟及其他西方國家的制裁。制裁手段主要涉及經濟層面和旅遊限制等。
2020年7月29日臨近總統大選之際，阿爾法小組連同明斯克警察拘捕了32名從7月24—25日入境白俄羅斯的俄羅斯私人軍事承包商，瓦格纳集团的承包人員，指控他們在大選前從事破壞政權穩定的活動。該部隊也受命於盧卡申科政權參與了2020年白俄羅斯示威中鎮壓反政府示威者的行動。
2020年12月23日，美國財政部宣佈制裁白羅斯的多個政府組織，包括國安委員會的阿爾法小組和內務部特別用途民警單位在內等參與暴力鎮壓和平示威者的執法單位。

## 已知裝備

### 個人武器

#### 手槍
| 武器名稱       | 原產地 | 備註                  |
| -------------- | ------ | --------------------- |
| PM             | 苏联   | 已退役                |
| PB             | 苏联   | 已退役                |
| APS            | 苏联   | 已退役；包括衍生型APB |
| 克拉克17       | 奥地利 | -                     |
| SIG Sauer P226 | 德国   | 現時主力手槍          |

#### 衝鋒槍
| 武器名稱  | 原產地 | 備註 |
| --------- | ------ | ---- |
| MKE MP5A3 | 土耳其 | -    |

#### 突擊步槍
| 武器名稱 | 原產地 | 備註 |
| -------- | ------ | ---- |
| AK-74    | 苏联   | -    |
| AKS-74U  | 苏联   | -    |
| AK-104   | 俄羅斯 | -    |

#### 狙擊步槍
| 武器名稱     | 原產地 | 備註 |
| ------------ | ------ | ---- |
| SVD          | 苏联   | -    |
| MTs-116M     | 俄羅斯 | -    |
| 奥爾西T-5000 | 俄羅斯 | -    |
| 薩柯TRG      | 芬兰   | -    |
| 精密國際AXMC | 英国   | -    |

#### 通用機槍
| 武器名稱 | 原產地 | 備註 |
| -------- | ------ | ---- |
| PKM      | 苏联   | -    |

#### 散彈槍
| 武器名稱    | 原產地 | 備註 |
| ----------- | ------ | ---- |
| 莫斯伯格500 | 美国   | -    |
| RMB-93      | 俄羅斯 | -    |
| 伯奈利M4    | 義大利 | -    |

#### 榴彈發射器
| 武器名稱 | 原產地 | 備註 |
| -------- | ------ | ---- |
| GM-94    | 俄羅斯 | -    |

### 個人裝備
- 軍綠色作戰服（包括Crye Precision G3作戰服）
- 防彈盔
- 抗噪耳機
- 攜板背心／護甲
- 夜視儀
- 無線電
- 防彈盾

## 外部連結
- Youtube - "Alpha" KGB vs FSB Practical Shooting Duel（页面存档备份，存于）